# Zetland Glacier
Zetland Glacier är en glaciär i Antarktis. Den ligger i Östantarktis. Nya Zeeland gör anspråk på området. Zetland Glacier ligger 591 meter över havet.
Terrängen runt Zetland Glacier är kuperad åt sydväst, men åt nordost är den bergig. Trakten är obefolkad. Det finns inga samhällen i närheten. 